# Una certa giustizia
Una certa giustizia è un romanzo poliziesco di Phyllis Dorothy James, pubblicato in Gran Bretagna nel 1997. Appartiene alla serie che vede come protagonista l'ispettore Adam Dalgliesh.

## Trama
Venetia Aldridge è un avvocato penalista di successo. Intelligente, fredda e determinata nel lavoro come nella vita. Non che non abbia commesso errori, sa riconoscerlo, ma sa superarli con un semplice colpo di spugna. L'unica regola che si è imposta è di non difendere lo stesso imputato due volte. Ora però, non si accontenta più di essere brava, vuole anche sedere a capo delle Chambers e riorganizzarle. Il posto è suo, le spetta per anzianità, ma ci sono persone che non gradiscono la cosa e che non apprezzano i suoi desideri di rinnovamento. Le difficoltà non l'hanno mai spaventata, Venetia è pronta a combattere contro i suoi colleghi, ma quando sua figlia si innamora di uno degli ultimi imputati che ha difeso e ha fatto prosciogliere, Garry Ashe, accusato di aver tagliato la gola a sua zia, si sente con le spalle al muro. Non è mai riuscita a creare un dialogo con Octavia. Fra loro c'è solo ostilità e non riesce a farle capire quanto quel ragazzo sia pericoloso. Ed è qui che cerca aiuto, ed è anche in questo momento che Venatia Aldridge viene uccisa, nel suo studio privato alle Chambers, e abbandona Octavia al suo destino.
Dalgliesh inizia le indagini con la solita discrezione. Conoscere i fatti e le persone è la prima regola. Capire chi ha mentito e chi non ha detto tutto. Indagare sul passato della vittima e scoprire chi potesse avercela con lei. Come avvocato penalista ha una lunga scia di possibili candidati ma il suo omicidio è avvenuto alle Chambers, un luogo non accessibile a tutti. Il suo assassino viene da fuori e la Aldridge stessa lo ha fatto entrare o è uno dei tanti colleghi che la circondano? 
Un caso difficile dove la giustizia viene duramente messa alla prova.

## Edizioni italiane
- Una certa giustizia, traduzione di Ettore Capriolo, Collana Omnibus, Milano, Arnoldo Mondadori Editore, 1998,  p. 452. - Collana Oscar Bestsellers n.1016, Mondadori, 1999, ISBN 978-88-04-42296-9; Collana I Miti n.138, Mondadori, 1999.[1]